# 魯塞夫 (摔角手)
魯塞夫（英語：Rusev；1985年12月25日—），本名米羅斯拉夫·巴爾尼亞舍夫，是保加利亞裔美國職業摔角選手，目前受聘於全精英摔角（AEW）。他以在世界摔角娛樂（WWE）時期聞名。他是WWE第一位也是唯一一位保加利亞選手，也曾是三次的WWE美國冠軍。
自從WWE首次亮相以來，魯塞夫初期飾演的是反派選手，角色為經常侮辱美國人的俄國人。然而，自2017年下半年以來，他宣佈每天都是「魯塞夫日」（Rusev Day），並開始了自己的頌歌，透過與人群的互動，他成為WWE最受歡迎的摔角選手之一。 於2020年4月15日遭WWE釋出。他於2020年9月重返職業摔角界，在AEW中首次亮相。

## 冠軍及成就

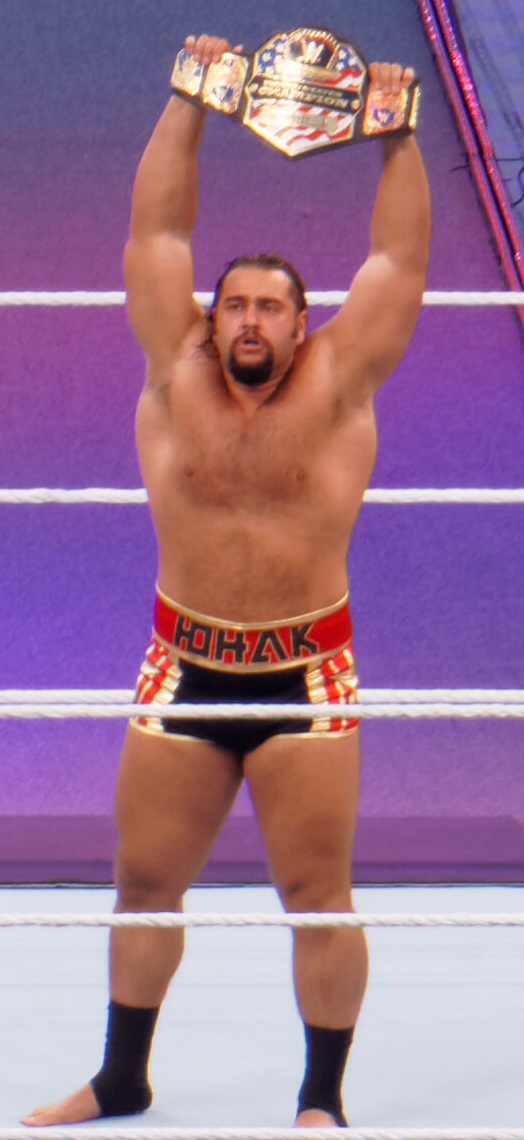
魯塞夫是三次的WWE美國冠軍

- 世界摔角娛樂
  - WWE美國冠軍（三次）[11]
  - 衝擊大賞（一次）

## 個人生活
拜恩雅斯夫於2016年7月與同樣也是WWE表演者凱瑟琳·佩里（Catherine Perry）結婚，後者更為人所知的名稱就是拉娜。 他們居住在田納西州的納許維爾。
拜恩雅斯夫於2019年9月27日成為美國公民。

## 外部連結
- 魯塞夫在WWE官方網站的介紹 （页面存档备份，存于）（英文）
- 米羅斯拉夫·拜恩雅斯夫在互联网电影资料库（IMDb）上的資料（英文）